# Ясенское
Ясенское — деревня в Осташковском городском округе Тверской области.

## География
Деревня расположена на северном берегу озера Волго в 31 км на юг от города Осташкова.

## История
В 1818 году в селе была построена каменная Успенская церковь с 2 престолами, метрические книги с 1726 года. 
В конце XIX — начале XX века село входило в состав Пашутинской волости Осташковского уезда Тверской губернии. 
С 1929 года деревня являлась центром Ясенского сельсовета Осташковского района Великолукского округа Западной области, с 1935 года — в составе Калининской области, с 1994 года — в составе Занепречьенского сельского округа, с 2005 года — в составе Замошского сельского поселения, с 2017 года — в составе Осташковского городского округа.

## Население
| 1859 | 1889 | 2002 | 2010 |
| ---- | ---- | ---- | ---- |
| 161  | ↘154 | ↘13  | ↗20  |

## Достопримечательности
В деревне расположена недействующая Церковь Успения Пресвятой Богородицы (1818).